# Cerviniopsis acutirostris
Cerviniopsis acutirostris är en kräftdjursart som beskrevs av Brodskaya 1963. Cerviniopsis acutirostris ingår i släktet Cerviniopsis och familjen Cerviniidae. Inga underarter finns listade i Catalogue of Life.